# Marienkapelle (Bad Kissingen)

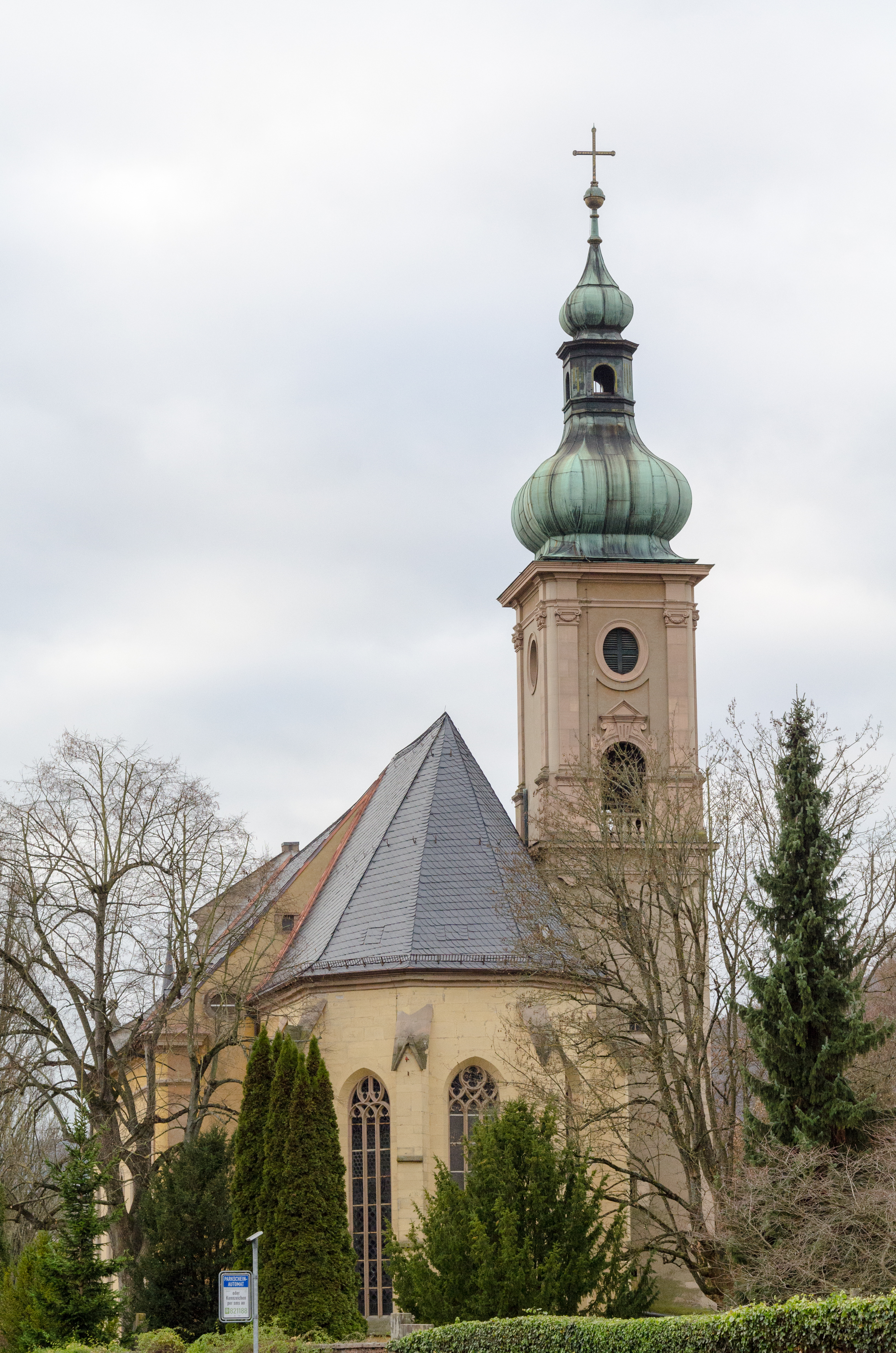
Marienkapelle

Die Marienkapelle ist eine römisch-katholische Kirche in der Kapellenstraße in der unterfränkischen Kurstadt Bad Kissingen. Sie gehört zu den Bad Kissinger Baudenkmälern und ist unter der Nummer D-6-72-114-25 in der Bayerischen Denkmalliste registriert.
Die Kapelle trug zunächst das Patrozinium der Gottesmutter Maria; nach Neubauarbeiten unter dem Baumeister Balthasar Neumann im 18. Jahrhundert wurde der heilige Burkard, erster Bischof von Würzburg, ihr neuer Patron.
Zur Marienkapelle gehört der sie umgebende Kapellenfriedhof.

## Geschichte

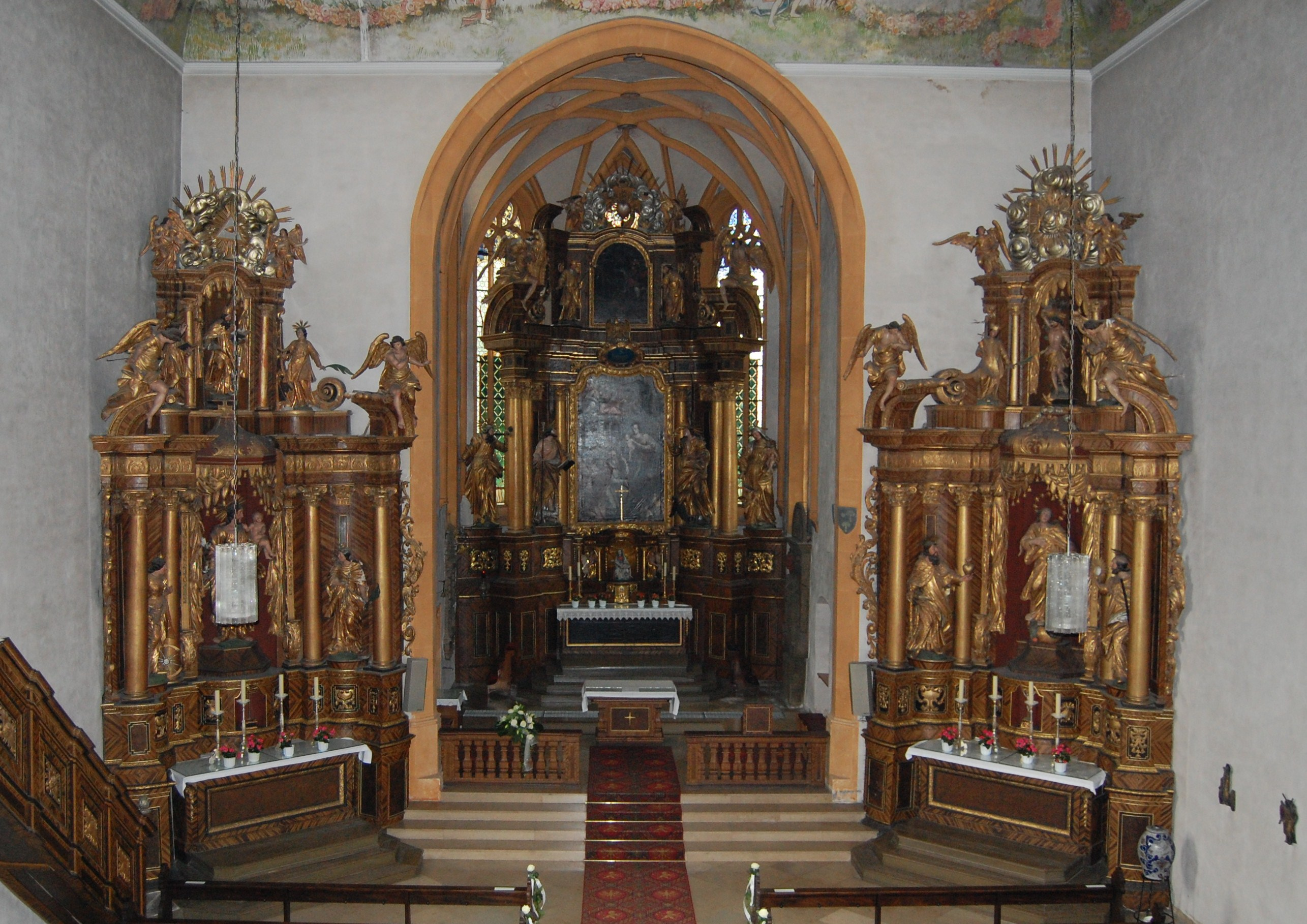
Altar der Marienkapelle

### Anfänge
Im Zusammenhang mit der Stiftung dreier Äcker vom 2. März 1286 durch den Schuster Konrad zu Nüdlingen ist für dieses Jahr ein Kirchenneubau in Kissingen bezeugt. Da dieser Kirchenbau jedoch sowohl jedoch der hl. Maria als auch dem hl. Jakobus gewidmet ist, ist unsicher, ob dieser sich auf die Marienkapelle oder auf die Jakobuskirche in der Kissinger Innenstadt bezieht. Die erste eindeutige urkundliche Bezeugung der Marienkapelle stammt vom 5. Juni 1348 und bezieht sich auf eine Stiftung zum Bau einer neuen Kirche durch den Münnerstädter Herrmann Wunder und seine Frau Katharina; in dieser Zeit entstand der Turmunterbau. Ebenfalls aus dem Jahr 1348 stammt die erste bekannte urkundliche Erwähnung des Kapellenfriedhofes, der durch die zahlreichen Opfer der Pest erforderlich wurde.
In ihrer Anfangszeit befand sich die Kapelle mit dem Patrozinium Mariens, der Mutter Jesu noch außerhalb der Kissinger Stadtmauern; dementsprechend ist bei der Erwähnung von 1348 von einer „capella extra muros“, also einer „Kapelle außerhalb der Mauern“, die Rede. Vornehmlich fanden in der Marienkapelle, die ebenso als Friedhofskirche diente, Beerdigungen Kissinger Adeliger statt; ebenso war sie das Ziel von Wallfahrten.
Der Historiker Michael Stöger vermutete, Otto von Botenlauben, Hausherr der in Reiterswiesen (heute Stadtteil von Bad Kissingen) gelegenen Burgruine Botenlauben, sei Bauherr einer „Marienkapelle“ gewesen, die sich am Standort der heutigen Sparkasse Bad Kissingen befunden habe. Diese Theorie gilt in Bezug auf die heutige Marienkapelle als unwahrscheinlich, und zwar einerseits durch die Stiftung von Herrmann Wunder und seiner Ehefrau sowie durch das Fehlen eines urkundlichen Beleges für Otto von Botenlauben als Begründer der Marienkapelle. Ferner hätte es für Otto von Bodenlauben keine Notwendigkeit gegeben, überhaupt ein Kirchengebäude in der Stadt zu stiften, da auf der Burg Bodenlaube eine Kapelle vorhanden war. Stöger könnte eine St.-Katharina-Kirche gemeint haben, die in einer Münnerstädter Klosterurkunde vom 30. April 1357 genannt wird.
Bereits 1413 entstand die inzwischen einzige Glocke des Kirchturms, die einen Durchmesser von 80 Zentimetern und ein Gewicht von 310 Kilogramm aufweist. Wie eine Inschrift an zwei Strebepfeilern des spätgotischen Kirchenchores nachweist, wurde dessen Bau im Jahr 1446 von Peter von Herbilstadt gestiftet und im Jahr 1456 von Heinrich Zabenstein ausgeführt.

### Neuzeit
Von 1631 bis 1645 machten sich die Auswirkungen des Dreißigjährigen Krieges auch an der Marienkapelle bemerkbar. So berichtete der Kissinger Pfarrer Pistorius, dass die Altäre der Kapelle „alle profaniert und aufgeschlagen wurden“. Pfarrer Pistorius beerdigte in dieser Zeit in der Marienkapelle auch evangelische Christen wie zum Beispiel Susanna Catharina Postlerin († 21. Mai 1634; Ehefrau von Joachim Holländer, dem Vorsteher der Saline) und die Jungfrau Rosina († 1635, Tochter des Albert von Erthal).

#### Wallfahrten
Seit dem 16. Jahrhundert wurde die Marienkapelle Ziel von Wallfahrten. Im Jahr 1635 entstand in Hausen und Kleinbrach (heute Stadtteile von Bad Kissingen) der Brauch, am Donnerstag nach Mariä Lichtmess, dem „Opferdonnerstag“, eine Prozession zur Marienkapelle abzuhalten, um dafür zu danken, dass beide Orte vor den Folgen einer Pest in jenem Jahr verschont geblieben waren. Diese Prozession fand im Jahr 1961 zum letzten Mal statt, da sie durch den ständig steigenden Verkehr unmöglich wurde. Während die Bewohner von Nüdlingen am 25. April (Markustag) zur Kapelle wallfahrten, begann das Dorf Arnshausen (heute Stadtteil von Bad Kissingen) mit diesem Brauch bei der Gründung seiner Pfarrei im Jahre 1743.
Ab dem Jahr 1658 wurde die Marienkapelle zum Ziel von Wallfahrten der neu gegründeten Skapulierbruderschaft, als diese unter Stadtpfarrer Johannes Seuffert mit Hilfe des Karmelitenklosters in Neustadt/Saale gegründet wurde. Nachdem bereits eine Skapulierbruderschaft in Kissingen bestanden hatte, war der Versuch einer Neugründung durch Stadtpfarrer Melchior Pistorius im Jahr 1629 zunächst gescheitert.
Die ansteigende Zahl der Wallfahrer führte ab dem Jahr 1680 zum Bau von zwei Nebenkapellen mit dem Patrozinium des heiligen Joseph sowie des heiligen Nepomuk; in diesem Jahr entstand der Altar der Nepomuk-Kapelle. Aus einem Schreiben der Schultheißen von Garitz und Hausen (beides heute Stadtteile von Bad Kissingen) an Fürstbischof Friedrich Karl von Schönborn-Buchheim von 1745 ist das Jahr 1690 als Weihejahr beider Kapellen überliefert. Im Lauf der Zeit wurden die Nebenkapellen immer wieder umgebaut, im Jahr 1840 jedoch auf Befehl der Königlichen Regierung wieder abgerissen.

#### Neugestaltung unter Balthasar Neumann
Dr. theol. Johannes Laurentius Helbig, seit dem Jahr 1700 Pfarrer von Bad Kissingen, bezeichnete am 7. Juli 1701 die Bausubstanz des Kirchengebäudes als »höchst ruinös und dahero ohnumgänglich zu reparieren« und trat für entsprechende Baumaßnahmen ein. Er schlug vor, das Vorhaben u. a. mit dem Verkauf des Landbesitzes der Marienkapelle von einem Morgen zu finanzieren. Nachdem zweimal Abgesandte des Bistums Würzburg den Zustand der Marienkapelle untersuchten, weitere Maßnahmen jedoch ausblieben, appellierte Helbig im Jahr 1702 erneut an seine Vorgesetzten, dass »die Gefahr wird von tag zu tag grösser« werde und »daß das Dach einfallen, Altäre, Orgel und anderes in der Kirche zerschmettern oder auch Menschen erschlagen könnte.« Nach einer im September 1725 begonnenen Sammlung im Juni 1726, die einen Ertrag von 250 Gulden erbrachte, wurde der Baumeister Balthasar Neumann mit einem Neubau der Marienkapelle beauftragt, den dieser ab 1727 ausführte. Der Neustädter Benedikt Lux ergänzte Neumanns Neubau in den Jahren 1734 bis 1738 mit Altar- und Kanzelneubau.
Am Hauptaltar zeigt das Altarbild, dessen Entstehung unbekannt ist, den heiligen Burkard, den ersten Bischof von Würzburg und von nun an Patron der Kapelle, vor der Würzburger Residenz bei der Verehrung Mariens. Der hl. Burkard wird dabei von Skulpturen von Johannes dem Täufer und dem Apostel Johannes (beide jeweils innen) sowie die hl. Joachim und Anna (beide jeweils außen) flankiert. Und dem Altarbild des hl. Burkard befindet sich in der Tabernakelnische eine Gnadenfigur in Form einer Pietà von 1420.
Der linke Seitenaltar beherbergt den hl. Josef zwischen Skulpturen der hl. Katharina und der hl. Apollonia, der rechte Seitenaltar die Immaculata zwischen Skulpturen des Elias und des Elisäus.

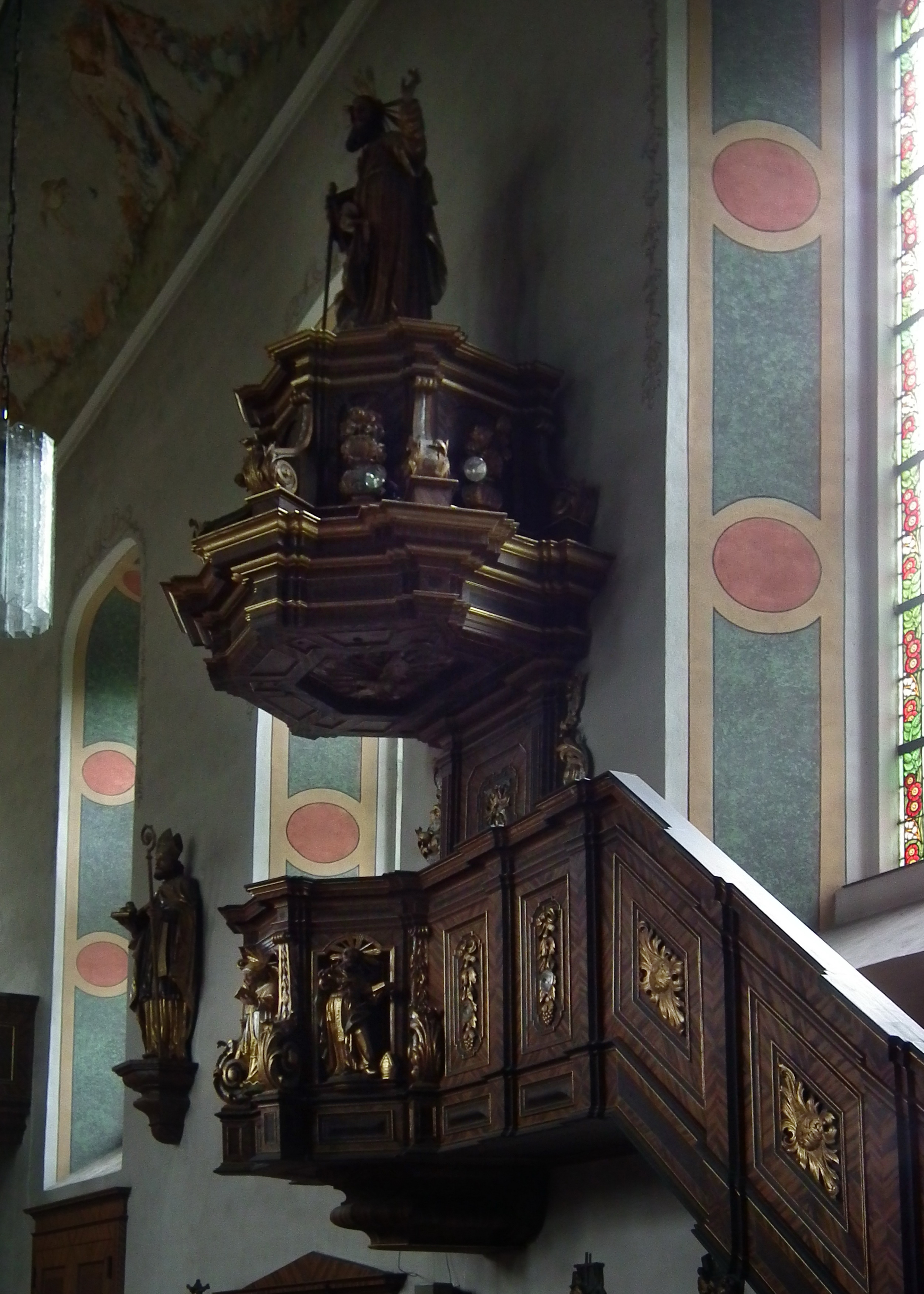
Kanzel

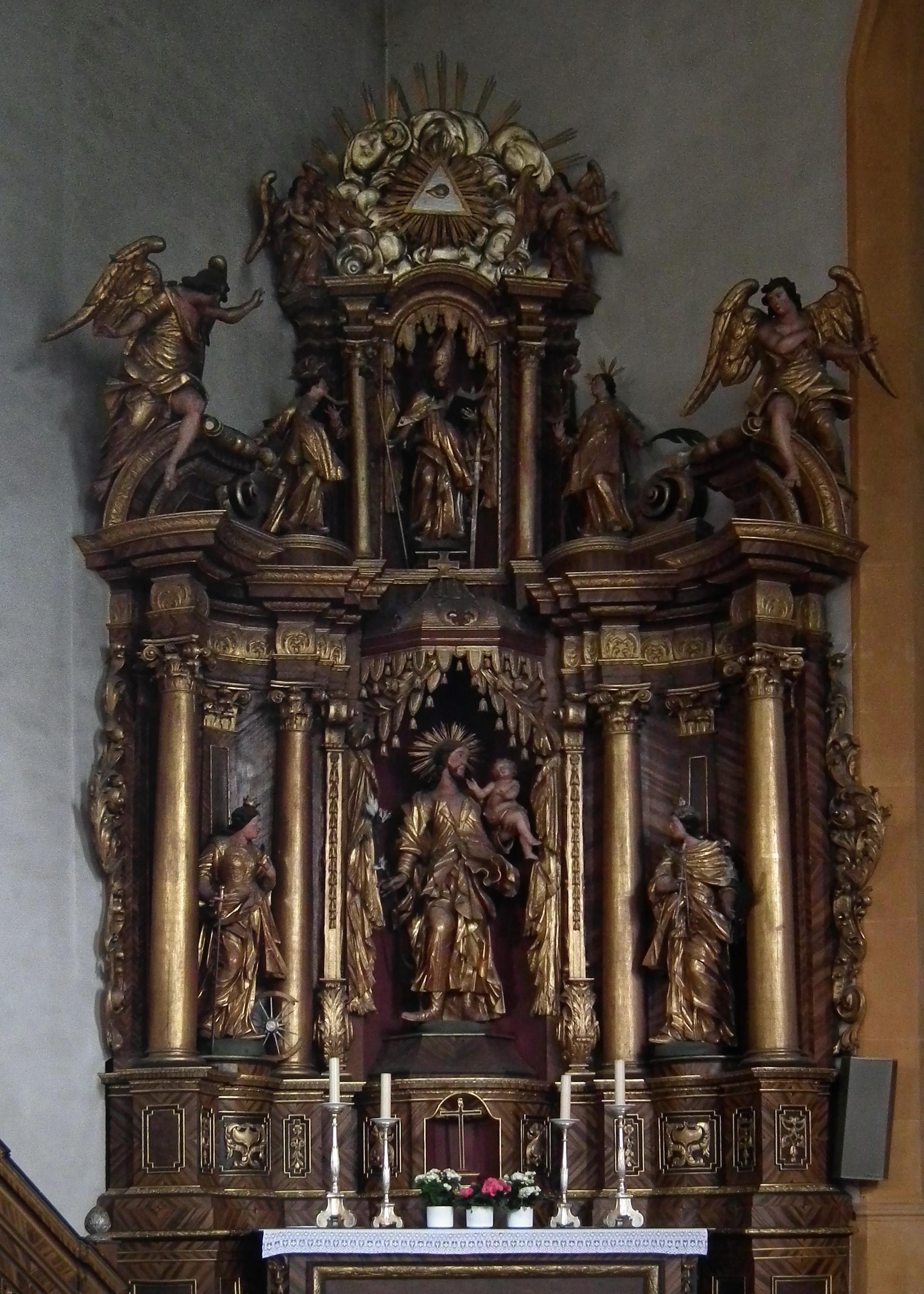
Linker Seitenaltar
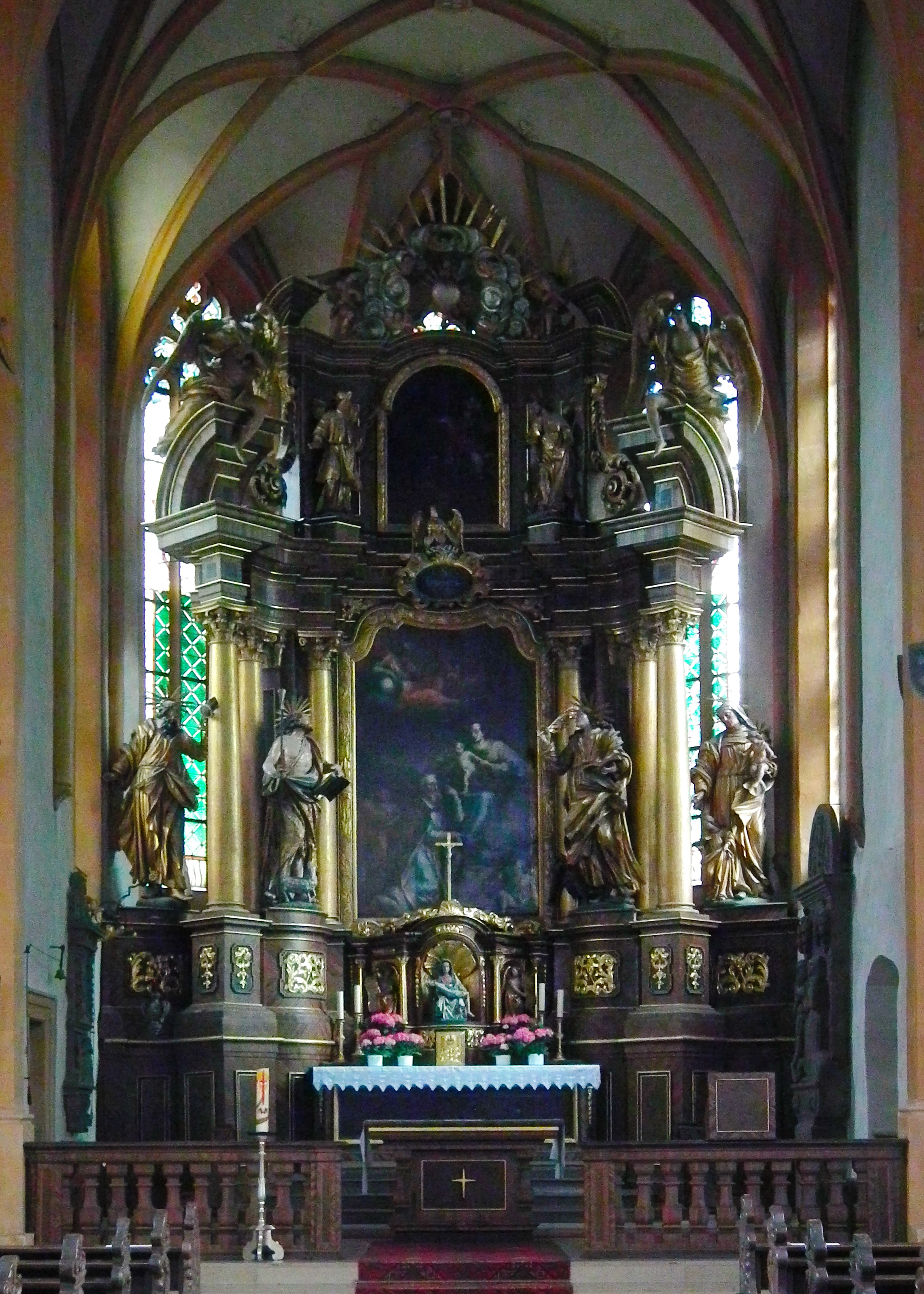
Hauptaltar
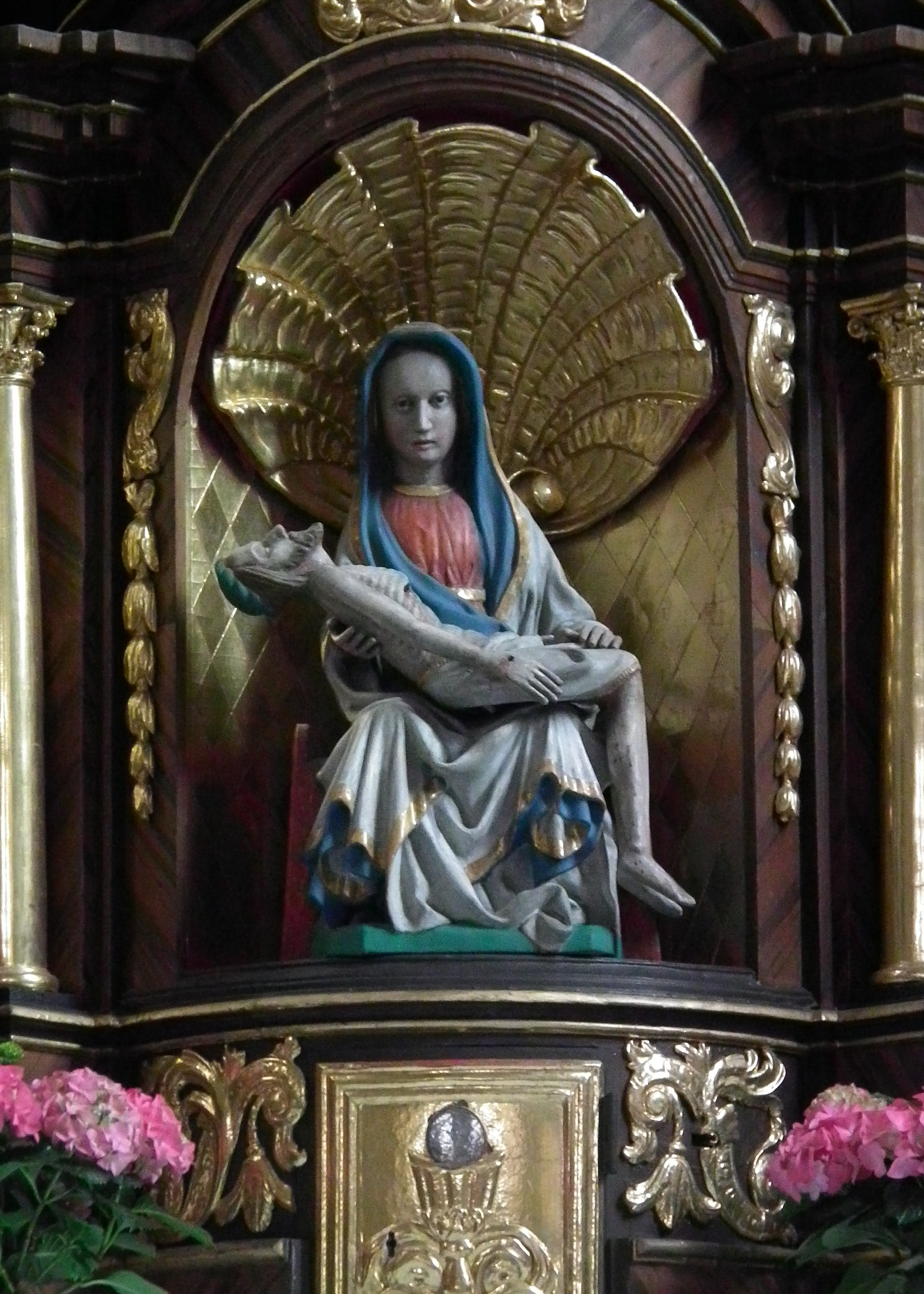
Pietà in der Tabernakelnische des Hauptaltars
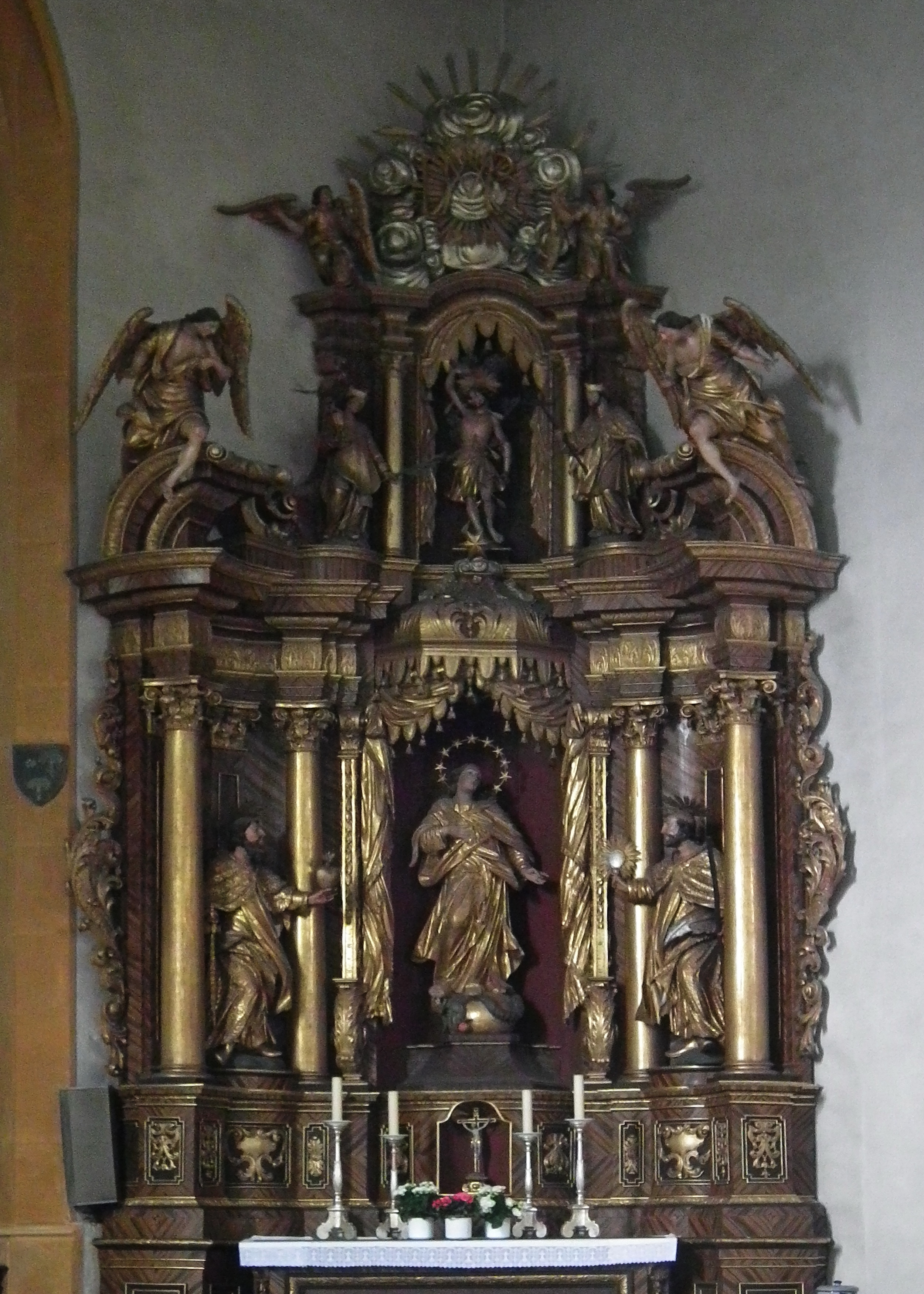
Rechter Seitenaltar

Im Jahr 1740 errichtete Valtin Lohr eine neue Sakristei.
Die von Benedikt Lux geschaffene Kanzel ist an Korb und Schalldeckel mit Voluten versehen. Gegenüber der Kanzel befindet sich ein Dreifaltigkeitsaltar aus der Zeit um 1700 mit einer Darstellung der Hl. Dreifaltigkeit sowie der hl. Barbara. Der Altar ist mit gedrehten Säulen und Schleiern aus schwerem Akanthus ausgestattet.
Am 29. September 1744 fand die feierliche Weihe der Kapelle in ihrer neuen Gestalt durch Johannes Bernardus Mayer, dem Weihbischof der Diözese Würzburg in Anwesenheit von 12 Priestern und zwei Mönchen statt. In diesem Rahmen firmte der Weihbischof 73 Kissinger Kinder.

#### Blitzschlag von 1790
Ein Blitzschlag traf am 7. Mai 1790 den Turm der Marienkapelle und richtete im Gebäude erhebliche Schäden an. Das am Turm befindliche Marienbild fiel dabei in den See. Die im Inneren befindliche Muttergottesstatue mit Jesuskind wurde unter einem Steinhaufen begraben und wurde später, obwohl unbeschädigt, ersetzt. Kirchner Betzer verkaufte sie im Jahr 1842 an die zur Kur in Kissingen weilende Mutter Oberin vom Ursulinenkloster Würzburg.
Der Turm wurde von Philipp Krug aus Trimburg wiederhergestellt. Johann Adam Schuh aus Neustadt/Saale fertigte ein neues Marienbild an, das von Johann Nepomuk Lenz (Maler aus Neustadt/Saale) vergoldet wurde. Der Kissinger Maurermeister Jörg Joseph Ströhlein renovierte Altäre, Chor und Sakristei mit „Speis und Farbe“. Die Glasermeister Joseph Weber und Georg Stehling erneuerten die Fenster.
Beim Raubzug der französischen Armeen wurden am 28. Juni 1796 in der Marienkapelle trotz Abstellens einer Sicherheitswache „3 gute auf den Altären gelegene Tücher“ gestohlen.

### Bayerisches Königreich
Die vom Reichsdeputationshauptschluss vom 25. Februar 1803 eingeleitete Säkularisation machte sich auch an der Marienkapelle bemerkbar, als im Jahr 1804 Kurfürst Maximilian I. Joseph den Kissinger Pfarrer Dr. theol. Joann Adam Huberth in einem Schreiben „betreff Veräußerung des unnöthigen Marien-Bildschatzes“ anwies, diesen zu katalogisieren und „unter der Adresse des Ober-Rathes-Assessors Wiesen als Verwalter der hiesigen geistlichen Schatz-Kammer hierher [gemeint ist Würzburg] sicher zu liefern“. Nach einigen Verzögerungen holte ein bayerischer Commissär die fraglichen Gegenstände ab, zu denen die silbernen Altargeräte und 100 Münzen aus dem 16. bis 18. Jahrhundert Kleider für das „mirakulose Marienbild und Christkindlein auf dem Altar“ gehörten. Als im Jahr 1817 im Rahmen der Säkularisation angeordnet wurde, die Kirchenrechnungen für St. Jakobus und Marienkapelle getrennt zu führen, führte dies zu Schulden für die Marienkapelle von bis zu 400 Gulden.
Nach einer diesbezüglichen Mahnung des Königlichen Landgerichtes entstanden im Jahr 1838 ein Kapellenverein sowie ein Kapellen-Fond, der Spenden für anfallende Reparaturen sammeln sollte. Diese waren durch mehrfache Blitzeinschläge, Sturmschäden am Kirchendach und den schlechten Zustand der Orgel nötig geworden. Selbst die Kleidung der Ministranten war in einem beklagenswerten Zustand. 1847 wurde die Kapelle erstmals restauriert, in deren Zuge das Marienbild des Kirchturmes neu vergoldet wurde. Die Reparaturen des Kircheninneren wurden von Maurermeister Lockinger und Maler Sebastian Hofmann ausgeführt. Letzterer übernahm auch die Restaurierung der Altäre. Ein Gemälde mit acht Szenen aus dem Leben Mariens überstand den Renovierungsversuch nicht.
Im Jahr 1884 kam es zwischen dem Stadtmagistrat unter dem rechtskundigen Bürgermeister Theobald von Fuchs und der Kirchenverwaltung unter Pfarrer Andreas Dietz zu Auseinandersetzungen über das Eigentumsrecht an der Marienkapelle. Die Stadtverwaltung konnte lediglich auf einen entsprechenden Eintrag im Grundstückskataster verweisen. Die Kirchenverwaltung machte geltend, dass laut den Akteneinträgen ab 1701 die Stadt sich nie um den Erhalt der Marienkapelle bemüht hatte. Die Angelegenheit konnte im Jahr 1888 durch einen Vergleich zwischen Bürgermeister von Fuchs und Dietz’ Nachfolger, Pfarrer Josef Krug, geschlichtet werden. In diesem Zusammenhang bekam die Stadt ein Nutzungsrecht an den Glocken für Beerdigungen auf dem Kapellenfriedhof zugesprochen und verzichtete auf jegliche sonstige Ansprüche an der Marienkapelle.
Im Jahr 1887 erfolgte eine Renovierung des Hochaltars und der Seitenaltäre durch den Bildhauer Valentin Weidner.
Im Jahr 1890 richtete man an das Königliche Bezirksamt einen Antrag um Erhöhung des Kirchturmes, um dessen architektonisches Ansehen sowie die Lautstärke des Glockenläutens zu verbessern. Noch während der Bearbeitung des Antrages musste die Marienkapelle im Jahr 1895 für die folgenden fünf Jahre geschlossen und der Gottesdienst in die Herz-Jesu-Stadtpfarrkirche verlegt werden, weil der Dachstuhl baufällig geworden war.
Dies machte im Jahr 1906 eine erneute Restaurierung erforderlich, denen am 3. März des Jahres Luitpold von Bayern „seine Allerhöchste Genehmigung“ gewährte. Während Pfarrer Friedrich Roth sich für einen Turm im Renaissancestil einsetzte, weil dieser zu dem von Balthasar Neumann geprägten Stil der Marienkapelle sowie zum Bad Kissinger Stadtbild passte, entschied man sich für den vom Münchener Baukunstausschuss favorisierten „barocken Turm“. Das Dach bekam eine Eisenkonstruktion, die Kapelle selbst ihren heutigen Zwiebelturm. Im Innenbereich erfolgte durch den aus Amorbach stammenden Künstler Max Roßmann eine Restaurierung des Hochaltars sowie eine neue Deckenbemalung mit 15 Bildern aus dem Leben Mariens – Roßmanns Idee einer symbolischen Darstellung der Versöhnung zwischen Bayern und Preisen nach dem „Deutschen Krieg“ von 1866 war nicht zustande gekommen – sowie neue Glasmalereien von Gustav van Treeck mit sechs Motiven mit Darstellungen der Sorge Mariens um ihren Sohn Jesus. Valentin Weidner schnitzte für den von Roßmann restaurierten Altar 33 Akanthus-Blätter. Die Kosten für die Restaurierung, die von Architekt Carl Krampf geleitet wurde, beliefen sich auf 35.000 Mark.
Wenige Jahre nach dem Tod des Kunstsammlers Karl Streit stiftete seine Witwe ein Marienbildnis von Hendrick Goltzius aus seiner Sammlung für die Marienkapelle.

### Gegenwart
Nachdem das Marienbild von Hendrick Goltzius sich lange Zeit in der Herz-Jesu-Stadtpfarrkirche befand und dann eingelagert wurde, kam es in den 1960er Jahren bei einer liturgischen Umgestaltung der Herz-Jesu-Stadtpfarrkirche an die Südseite der Marienkapelle.
Eine weitere Renovierung fand (nach Vorarbeiten ab 1970) im Jahr 1975 unter Dekan Stadtpfarrer Wilhelm Zirkelbach (1961–1982) unter Durchführung des Kissinger Architekten Hans-Joachim Haberland († 1981) statt. In diesem Zusammenhang wurde die Deckenbemalung Roßmanns hinter eine neue Kassettendecke abgedeckt und neue Bänke aus der Wallfahrtskirche von Retzbach eingesetzt. Am 14. Oktober (dem Fest des hl. Burkardus) des Jahres 1975 wurde die neu renovierte Marienkapelle in einem feierlichen Gottesdienst der Öffentlichkeit vorgestellt.
Seit 2002 gehört die Marienkapelle zu den Stationen des „Fränkischen Marienwegs“.
Als die Herz-Jesu-Stadtpfarrkirche im Jahr 2003 umgestaltet wurde, kam das Marienbildnis von Hendrick Goltzius wieder in die Herz-Jesu-Stadtpfarrkirche zurück.

## Zur Marienkapelle gehörende Anlagen

### Kapellenfriedhof

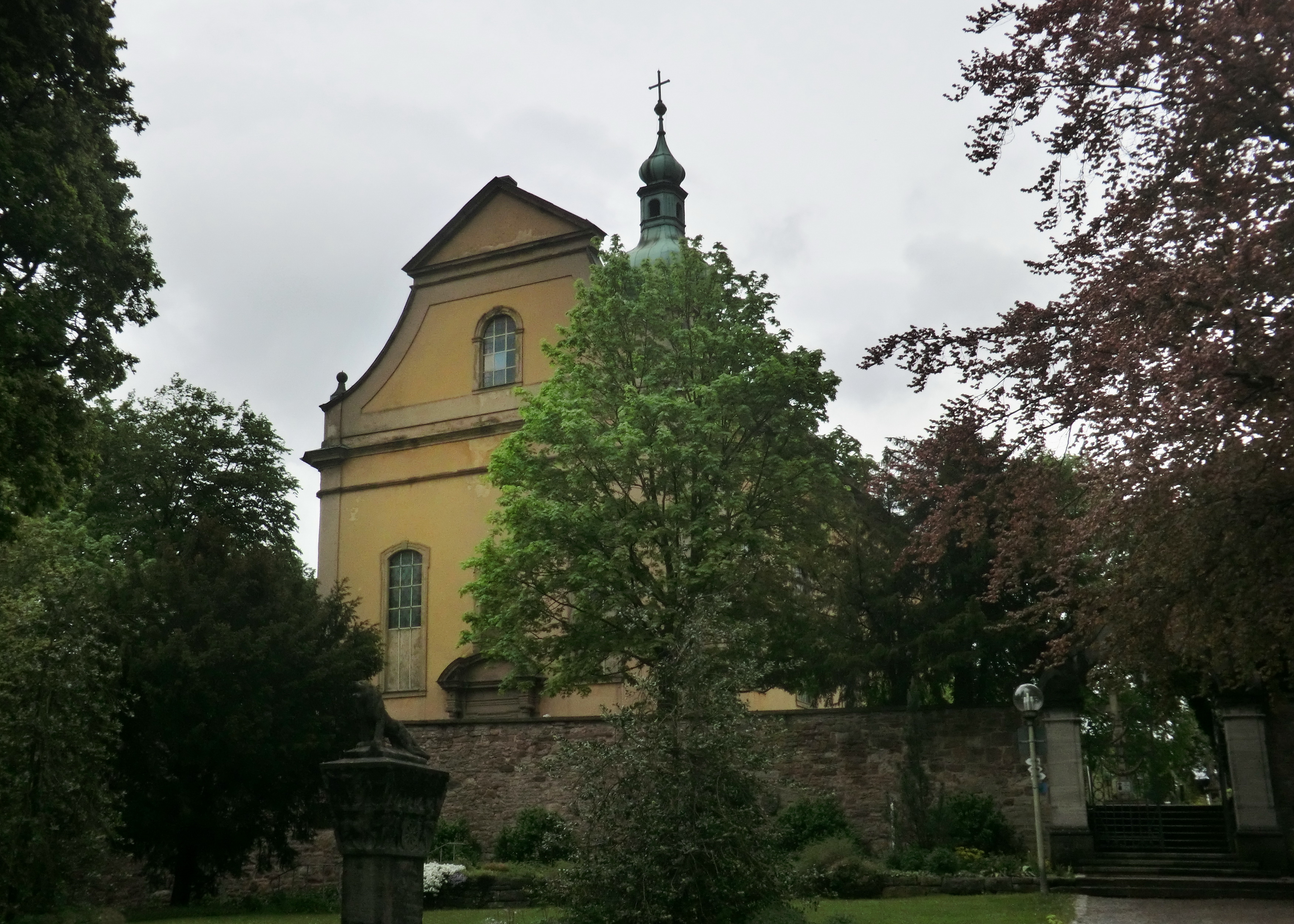
Eingang zum Kapellenfriedhof mit Marienkapelle

Die erste bekannte urkundliche Erwähnung des Kapellenfriedhofs stammt aus dem Jahr 1348; zu dieser Zeit machten die zahlreichen Opfer der Pest eine Friedhofsanlage erforderlich. Im Jahr 1841 erhielt der Friedhof sein erstes Leichenhaus, das 1890 durch einen Neubau ersetzt wurde; 1855 und 1890 erfuhr der Friedhof Erweiterungen. Im Jahr 1866 war der Kapellenfriedhof Schauplatz eines entscheidenden Gefechts zwischen bayerischen und preußischen Truppen in der Schlacht bei Kissingen während des Deutschen Krieges. Vor allem im Lauf des 19. Jahrhunderts entstanden auf dem Kapellenfriedhof immer aufwändigere Grabanlagen. Seitdem hier in den 1980er Jahren die letzte Beerdigung stattfand, wird die Anlage nur sehr behutsam im Sinne einer Parkanlage gepflegt.

### Liebfrauensee
Vor dem Eingang zum Friedhof befindet sich der 1.076 m2 große Liebfrauensee, der als Wasserquelle für den Brunnen am Rathaus und im Sommer als Durstlöscher für die Kissinger Bürger diente. Der am Liebfrauensee entspringende Bach fließt, heute unter der Straßendecke verbaut, u. a. über die Bachstraße durch die Innenstadt und mündet in den Bad Kissinger Rosengarten. Der ursprünglich offene Bach diente einst der Beseitigung von Unrat sowie (beispielsweise am heutigen Rathausplatz 5) dem Antrieb von Mühlen.
Der Sage nach stammt der unerschöpfliche Wasservorrat des Sees von einem riesigen Wasserdepot im Kissinger Stationsberg. Eine weitere Sage weiß zu berichten, dass am Grund des Sees, der mit den Weltmeeren verbunden sein soll, ein Riese schläft, durch dessen Erwachen der Liebfrauensee eines Tages Bad Kissingen überfluten würde. Der Name des Liebfrauensees wiederum soll der Sage nach von einer Marienerscheinung herrühren, die einen jungen Mann, der sich aus Liebeskummer in den See stürzen wollte, von seinem Vorhaben abbrachte.

### Zur Marienkapelle gehörende Bau- und Flurdenkmäler

#### Küsterhaus

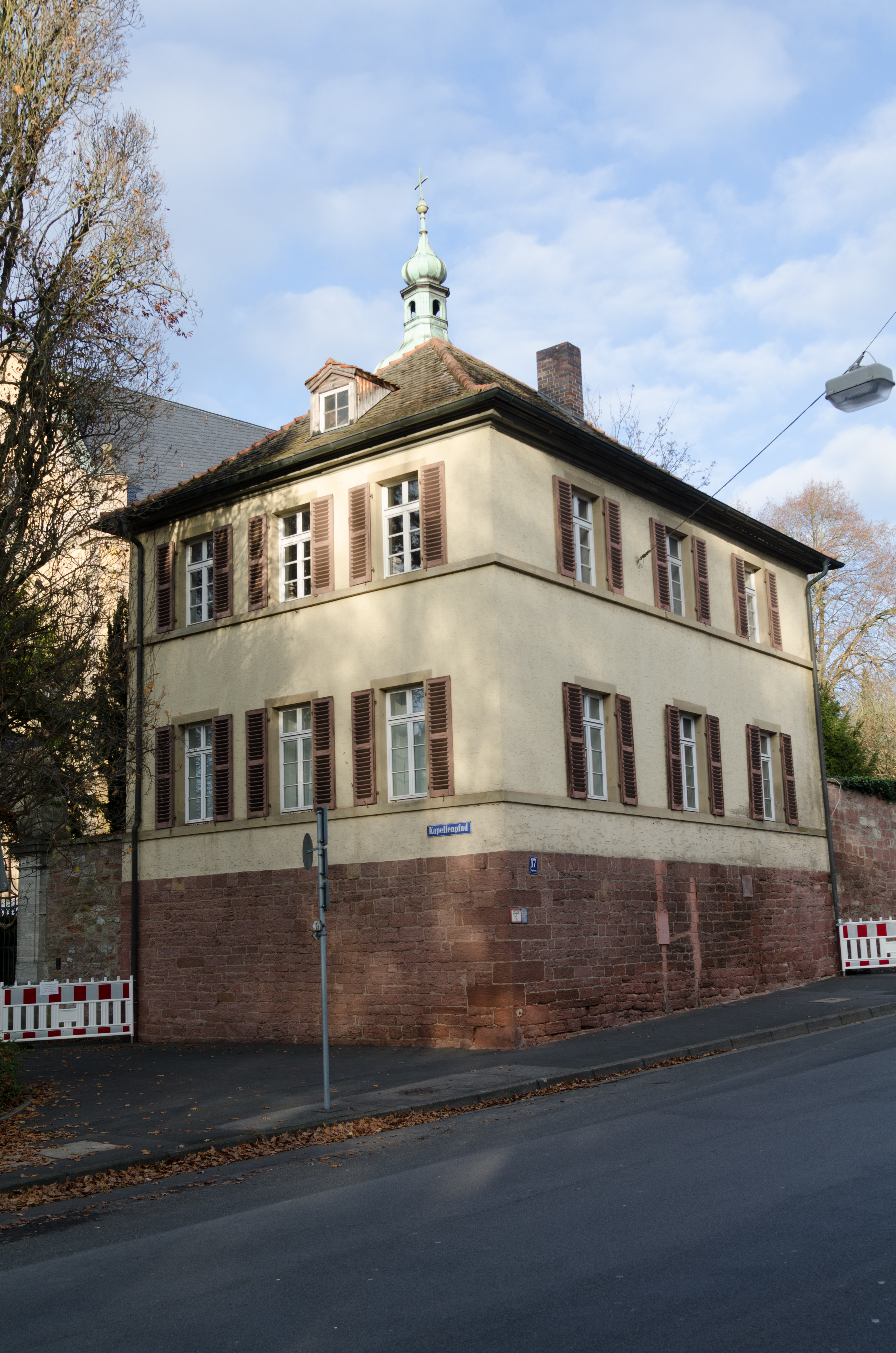
Küsterhaus

Das ehemalige, an der Frontseite zum Liebfrauensee gelegene Küsterhaus stammt aus der ersten Hälfte des 19. Jahrhunderts. Es gehört zu den Bad Kissinger Baudenkmälern und ist unter der Nummer D-6-72-114-24 in der Bayerischen Denkmalliste registriert. Bei dem Küsterhaus handelt sich um einen zweigeschossigen, verputzten Walmdachbau über einem hohen Sandsteinquadersockel.

#### Bildstock
Der Bildstock besteht aus Sandstein und stammt aus dem Jahr 1719.
Der Sockel trägt eine Inschrift zu Ehren der Vierzehn Nothelfer; auf der Gegenseite steht „IHS“. Die 1,40 Meter hohe Säule trägt einen 90 cm hohen Reliefaufsatz mit einer Darstellung des Wunders von Vierzehnheiligen auf der Vorderseite sowie – als Bekrönungsfigur – einer Figur des hl. Georg. Die Rückseite des Reliefaufsatzes zeigt die Stifterfamilie vor Christi Kreuz stehend und von Blattwerk eingerahmt. Der Bildstock befindet sich wahrscheinlich an seinem ursprünglichen Standort. Er ist auch auf Darstellungen der Schlacht bei Kissingen vom 10. Juli 1866 zu finden.

#### Nepomuk-Statue
Der 98 cm hohe Sockel zeigt auf der Vorderseite ein verwittertes Relief mit dem Brückensturz des Heiligen. Die Heiligenfigur selbst ist 1,80 Meter hoch. Die Darstellung auf dem Sockel ist kranzförmig umrahmt; die Beschriftung der Umrahmung lässt sich heute nicht mehr entziffern. Die Statue wurde im frühen 20. Jahrhundert (wohl 1907) von ihrem ursprünglichen Standort, einer inzwischen (durch Sprengung im Krieg) nicht mehr existenten Saale-Brücke, an ihren jetzigen Standort versetzt.

#### Gefallenendenkmal und Gefallenengedenktafel

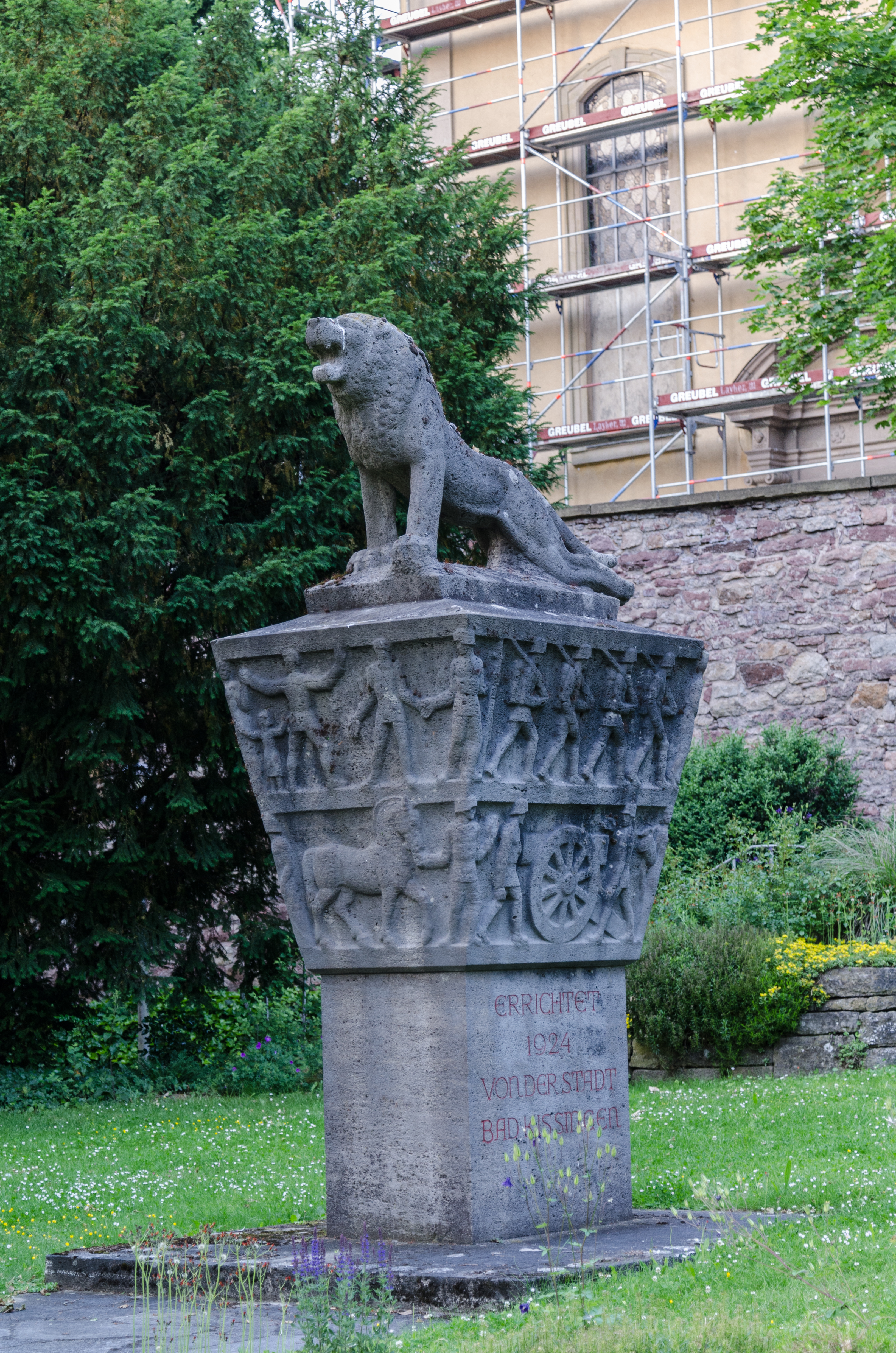
Gefallenendenkmal

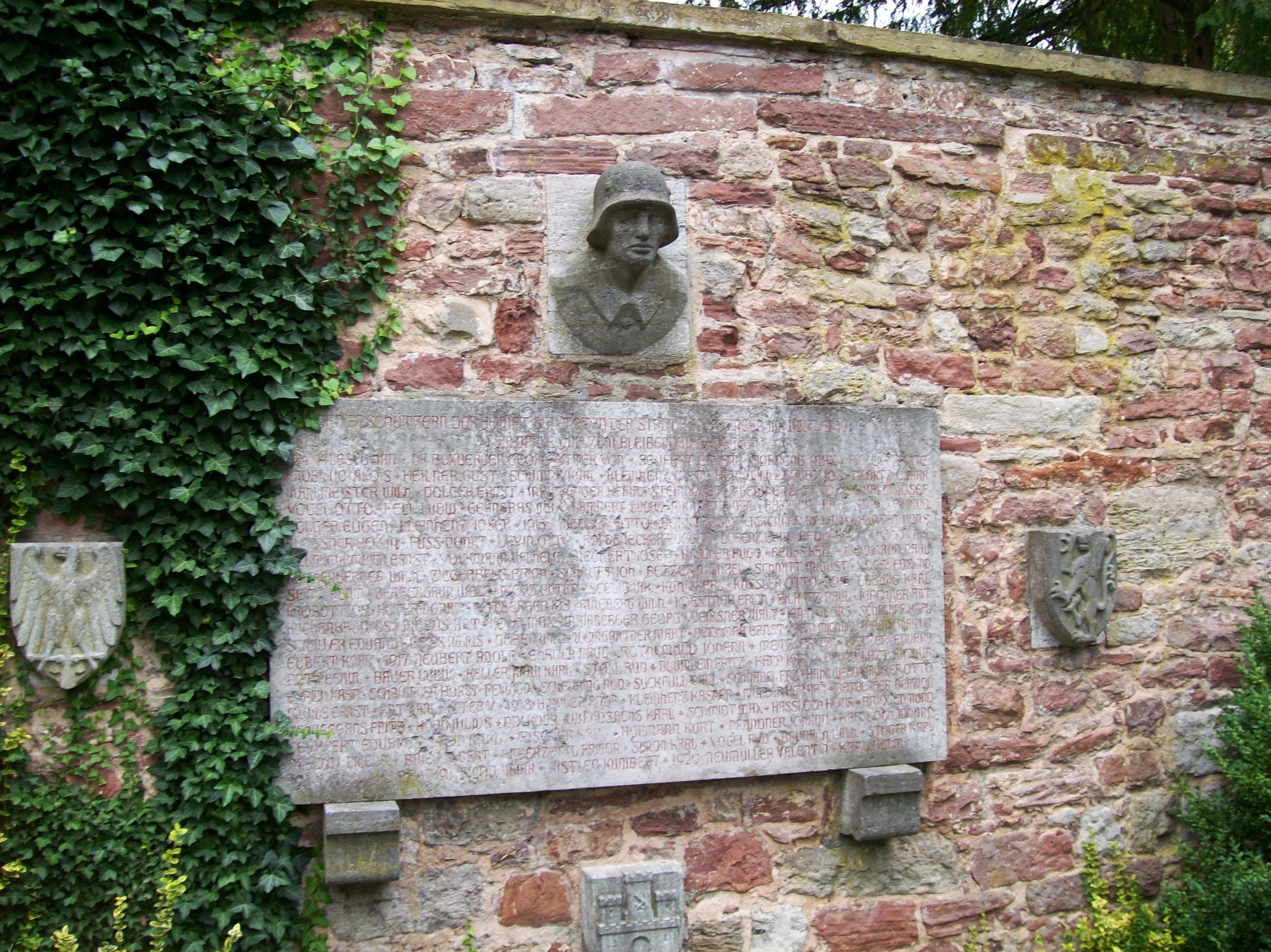
Gedenktafel

Zwischen dem Liebfrauensee und dem Eingang zum Kapellenfriedhof befindet sich ein im Jahr 1924 nach einem Entwurf des Münchners Heinrich Salomoun errichtetes Gefallenendenkmal für die Opfer des Ersten Weltkrieges. Es gehört zu den Bad Kissinger Baudenkmälern und ist unter der Nummer D-6-72-114-29 in der Bayerischen Denkmalliste registriert.
Das aus Kalkstein bestehende Denkmal zeigt auf einem Vierkantsockel mit breitem Kämpferkapitell mit Soldatenreliefs die Figur eines verletzten, brüllenden Löwen.
Ferner befindet sich an der Mauer zum Friedhof hin eine Tafel mit den Namen von gefallenen Soldaten.